# Pedraza (Espanha)
Pedraza é um município da Espanha na província de Segóvia, comunidade autónoma de Castela e Leão, de área 31,54 km² com população de 481 habitantes (2007) e densidade populacional de 15,47 hab/km².
A aldeia localiza-se no berço do rio Oza, no coração da Tebaida leonesa. Para lá chegar é preciso atravessar um vale dominado por bosques de carvalhos, rios e cascatas. 
Faz parte da rede das Aldeias mais bonitas de Espanha.

## Demografia
| Variação demográfica do município entre 1991 e 2004 | Variação demográfica do município entre 1991 e 2004 | Variação demográfica do município entre 1991 e 2004 | Variação demográfica do município entre 1991 e 2004 |
| --------------------------------------------------- | --------------------------------------------------- | --------------------------------------------------- | --------------------------------------------------- |
| 1991                                                | 1996                                                | 2001                                                | 2004                                                |
| 464                                                 | 467                                                 | 458                                                 | 488                                                 |

## Património
- Igreja de Santiago - jóia da arquitectura moçárabe, do século X, declarada monumento nacional em 1931. A porta com arco duplo de ferradura da igreja foi considerada por Manuel Gómez Moreno como um dos exemplos mais refinados da arte moçárabe.[3]